# カール・バート
カール・バート（Karl Barth ）は、ヨーロッパを拠点に活動する世界的ピアニスト。ウィーン音楽院(現ウィーン・コンサヴァトリウム私立音楽大学)出身。。

## 経歴
ウィーン音楽院在学中、ヘレーネ・セド・シュタッドラーに師事。音楽院を優秀な成績で卒業した後、コンサートピアニストとして活躍し、ソリストとして、また伴奏者として、ヨーロッパやアジアの各地で数多くのステージに登る。ライブパフォーマンスだけではなく、CDやDVDなどのレコーディングも多く、ラジオやテレビといったマスメディアにも登場している。現在はピアニストの育成にも取り組んでおりウィーン・コンセルヴァトリウム私立音楽大学で教授を務めている。